# Châtres-la-Forêt
Châtres-la-Forêt és un municipi francès situat al departament de Mayenne i a la regió de País del Loira. L'any 2007 tenia 768 habitants.

## Demografia

### Població
El 2007 la població de fet de Châtres-la-Forêt era de 768 persones. Hi havia 264 famílies de les quals 36 eren unipersonals (8 homes vivint sols i 28 dones vivint soles), 92 parelles sense fills, 128 parelles amb fills i 8 famílies monoparentals amb fills.
La població ha evolucionat segons el següent gràfic:
Habitants censats

### Habitatges
El 2007 hi havia 294 habitatges, 266 eren l'habitatge principal de la família, 14 eren segones residències i 14 estaven desocupats. 293 eren cases i 1 era un apartament. Dels 266 habitatges principals, 218 estaven ocupats pels seus propietaris i 48 estaven llogats i ocupats pels llogaters; 4 tenien dues cambres, 15 en tenien tres, 64 en tenien quatre i 183 en tenien cinc o més. 215 habitatges disposaven pel capbaix d'una plaça de pàrquing. A 85 habitatges hi havia un automòbil i a 174 n'hi havia dos o més.

### Piràmide de població
La piràmide de població per edats i sexe el 2009 era:
| Homes | Edats   | Dones |
| ----- | ------- | ----- |
| 0     | 95 o +  | 0     |
| 0     | 90 a 94 | 0     |
| 4     | 85 a 89 | 4     |
| 0     | 80 a 84 | 8     |
| 4     | 75 a 79 | 4     |
| 12    | 70 a 74 | 16    |
| 8     | 65 a 69 | 8     |
| 20    | 60 a 64 | 12    |
| 8     | 55 a 59 | 12    |
| 24    | 50 a 54 | 20    |
| 12    | 45 a 49 | 8     |
| 36    | 40 a 44 | 28    |
| 32    | 35 a 39 | 32    |
| 24    | 30 a 34 | 40    |
| 24    | 25 a 29 | 16    |
| 4     | 20 a 24 | 20    |
| 20    | 15 a 19 | 36    |
| 28    | 10 a 14 | 28    |
| 28    | 5 a 9   | 36    |
| 32    | 0 a 4   | 4     |

## Economia
El 2007 la població en edat de treballar era de 494 persones, 384 eren actives i 110 eren inactives. De les 384 persones actives 369 estaven ocupades (191 homes i 178 dones) i 15 estaven aturades (4 homes i 11 dones). De les 110 persones inactives 42 estaven jubilades, 46 estaven estudiant i 22 estaven classificades com a «altres inactius».

### Ingressos
El 2009 a Châtres-la-Forêt hi havia 282 unitats fiscals que integraven 814 persones, la mediana anual d'ingressos fiscals per persona era de 16.943 €.

### Activitats econòmiques
Dels 25 establiments que hi havia el 2007, 3 eren d'empreses de fabricació d'altres productes industrials, 6 d'empreses de construcció, 9 d'empreses de comerç i reparació d'automòbils, 2 d'empreses de transport, 1 d'una empresa d'hostatgeria i restauració, 1 d'una empresa financera, 2 d'empreses de serveis i 1 d'una empresa classificada com a «altres activitats de serveis».
Dels 8 establiments de servei als particulars que hi havia el 2009, 1 era un taller de reparació d'automòbils i de material agrícola, 1 taller d'inspecció tècnica de vehicles, 1 paleta, 2 guixaires pintors, 2 lampisteries i 1 perruqueria.
Dels 3 establiments comercials que hi havia el 2009, 1 era una botiga de roba, 1 una botiga de mobles i 1 una botiga de material esportiu.
L'any 2000 a Châtres-la-Forêt hi havia 28 explotacions agrícoles que ocupaven un total de 1.148 hectàrees.

## Equipaments sanitaris i escolars
El 2009 hi havia una escola elemental.

## Poblacions més properes
El següent diagrama mostra les poblacions més properes.